# Піаніст (фільм)
 «Піаніст» (англ. «The Pianist») — військово-драматичний фільм 2002 року режисера Романа Полянського. Заснований на реальних подіях та на  автобіографічному творі Піаніст (1946), який розповідає про життя польського єврея, піаніста та композитора Владислава Шпільмана, який зміг втікти з варшавського гетто та пережив Голокост. Фільм був спільно створений Францією, Великою Британією, Німеччиною та Польщею.
На 1 березня 2024 року фільм займав 32-гу позицію у списку 250 найкращих фільмів за версією IMDb.

## Сюжет
Головний герой, музикант разом з іншими євреями був відправлений у варшавське гетто, однак йому вдалося втекти й сховатися. Йому доводиться провести кілька років, ховаючись по чужих квартирах і спостерігаючи за життям міста з вікна. Життя у нелюдських умовах прирікає піаніста на голодну смерть. Вижити обдарованому музикантові допомагає німецький офіцер.

## Прототипи героїв
Прототип піаніста — відомий польський піаніст і композитор Владислав Шпільман. Прототип німецького офіцера — капітан Вільгельм Гозенфельд.

## Акторський склад
| Актор               | Роль                                     |
| ------------------- | ---------------------------------------- |
| Едрієн Броуді       | Владислав Шпільман                       |
| Томас Кречманн      | гауптманн (капітан) Вільгельм Хозенфельд |
| Френк Фінлей        | Самуїл Шпільман , батько Владислава      |
| Морін Ліпман        | Едварда Шпільман , мати Владислава       |
| Емілія Фокс         | Дорота                                   |
| Ед Стоппард         | Хенрік Шпільман                          |
| Юлія Райнер         | Регіна Шпільман                          |
| Джессіка Кейт Майєр | Халіна Шпільман                          |
| Ронан Вайберт       | Анджей Богуцький                         |

| Актор                | Роль                                  |
| -------------------- | ------------------------------------- |
| Рут Платт            | Яніна Богуцька                        |
| Ендрю Тірнан         | Шалас                                 |
| Міхал Жебровський    | Юрек                                  |
| Рой Смайлз           | Іцхак Геллер                          |
| Деніел Кальтаджироне | Майорек, в'язень концтабору Треблінка |
| Збігнєв Замаховський | клієнт у ресторані                    |
| Катаржина Фігура     | сусідка                               |
| Зоф'я Червінська     | жінка з супом                         |
| Борис Шиц            | молодий гестапівець                   |

## Нагороди
«Піаніст» одержав «Золоту пальмову гілку» на Каннському кінофестивалі 2002 року. Крім того, фільм відзначився сімома «Сезарами», двома «Золотих глобусів». Британська кіноакадемія назвала його найкращою картиною року, американські кіноакадеміки нагородили Романа Полянського «Оскаром» за найкращу режисуру, а Едрієна Броді — за найкращу чоловічу роль.